# Potim
Potim là một đô thị ở bang São Paulo của Brasil, trong tiểu vùng Guaratinguetá. Đô thị này nằm ở vĩ độ 22º50'34"độ vĩ nam và kinh độ 45º15'05"độ vĩ tây, trên khu vực có độ cao 535 m. Dân số năm 2004 ước tính là 15.583 người. 

## Địa lý
Đô thị này có diện tích 44,788 km², mật độ dân số 347,93 người/km².
Các đô thị giáp ranh gồm Guaratinguetá về phía bắc, Aparecida về phía đông nam, Roseira về phía nam và Pindamonhangaba về phía tây.

## Thông tin nhân khẩu
Dữ liệu dân số theo điều tra dân số năm 2000
Tổng dân số: 13.605
- Urbana: 12.967
- Rural: 638
- Homens: 6.908
- Mulheres: 6.697

Mật độ dân số (người/km²): 305,04
Tỷ lệ tử vong trẻ sơ sinh dưới 1 tuổi (trên một triệu người): 16,97
Tuổi thọ bình quân (tuổi): 70,64
Tỷ lệ sinh (số trẻ trên mỗi bà mẹ): 2,61
Tỷ lệ biết đọc biết viết: 91,70%
Chỉ số phát triển con người (HDI-M): 0,758
- Chỉ số phát triển con người - Thu nhập: 0,642
- Chỉ số phát triển con người - Tuổi thọ: 0,761
- Chỉ số phát triển con người - Giáo dục: 0,870

(Nguồn: IPEADATA)

### Sông ngòi
- Sông Paraiba do Sul

Local aonde foi encontrada a imagem da Nossa senhora.

### Các xa lộ
- BR-116 / SP-62